# PKa
| Àcid               | pKa  |
| ------------------ | ---- |
| Àcid acètic        | 4,7  |
| Hidròxid d'alumini | 12,4 |
| Ió d'alumini       | 4,9  |
| Catió amoni        | 9,3  |

El pKa és la força que tenen les molècules de dissociar-se (és el logaritme negatiu de la constant de dissociació d'un àcid dèbil).
{\displaystyle {\mbox{p}}K_{a}=-\log K_{a}\,}
Una manera convenient d'expressar la relativa fortalesa d'un àcid és mitjançant el valor del seu pKa, que permet veure d'una manera senzilla en canvis petits de pKa els canvis del variacions grans de Ka. Valors petits de pKa equivalen a valors grans de Ka (constant de dissociació) i, a mesura que el pKa decreix, la fortalesa de l'àcid augmenta.
Un àcid serà més fort com més petit és el seu pKa i en una base passa al revés, que és més forta com més gran és el seu pKa.
Aquestes constants de dissociació no són fixes, depenen d'altres variables. Per exemple, la constant de dissociació canvia a temperatures diferents. No obstant això, manté el seu valor a la mateixa temperatura, davant de canvis de la concentració d'alguna de les espècies o fins i tot davant l'acció d'un catalitzador.